# Lakatos-Dynastie
Die Lakatos-Dynastie ist eine Familie ungarischer Roma, die ihre Abstammung auf den berühmten Roma-Violinisten János Bihari zurückführt und selbst viele bekannte Musiker, zumeist Violinisten, hervorgebracht hat.

## Mitglieder
Zu den Mitgliedern der Lakatos-Dynastie gehören unter anderem:
- Flóris Lakatos (* 1920 – † 1987)
- Sándor Lakatos (* 17. Dezember, 1924 – † 24. Mai 1994), Violinist
- Sándor Déki Lakatos – Vater (* 6. September 1942 – † 24. Mai 2011), Violinist
- Sándor Déki Lakatos (jr) – Sohn (* 1965), Violinist
- Tony Lakatos (* 1958), Jazz-Saxofonist
- Roby Lakatos (* 1965), Violinist